# Myrmechis glabra
Myrmechis glabra är en orkidéart som beskrevs av Carl Ludwig von Blume. Myrmechis glabra ingår i släktet Myrmechis och familjen orkidéer.
Artens utbredningsområde är Java. Inga underarter finns listade i Catalogue of Life.